# Humberto Souto
Humberto Guimarães Souto GOMM (Montes Claros, 3 de junho de 1934 – Brasília, 4 de fevereiro de 2025) foi um advogado, contador e político brasileiro, tendo sido prefeito de Montes Claros. Foi deputado federal por oito mandatos e deputado estadual por um mandato. Foi também ministro e presidente do Tribunal de Contas da União (TCU).

## Biografia
Bacharel em Direito pela Faculdade Brasileira de Ciências Jurídicas do Rio de Janeiro, Humberto Souto iniciou a carreira pública como vereador de sua cidade natal, Montes Claros, em 1962. Em 1970 concorreu ao cargo de deputado estadual de Minas Gerais pela Arena, obtendo a suplência. Assumiu o mandato eventualmente entre 1971 e 1972. No ano seguinte, assumiu em definitivo por renúncia de um dos titulares. Em 1974 elegeu-se deputado federal, o primeiro de seis mandatos consecutivos. Neste período, além da Arena, foi filiado ao PDS (1980–1984) e PFL (1984–1995).
Durante o governo Collor, foi vice-líder (1990) e depois líder do governo na Câmara dos Deputados (1991–92). Votou contra seu impeachment.
Em 1995 foi indicado pela Câmara dos Deputados para exercer o cargo de ministro do Tribunal de Contas da União. Ali permanece de 1995 a 2004, quando se aposenta. Foi presidente do TCU de 2001 a 2002. Em 2003, Souto foi condecorado pelo presidente Luiz Inácio Lula da Silva com a Ordem do Mérito Militar no grau de Grande-Oficial especial.
Em 2006, retornou à política elegendo-se deputado federal pela 7ª vez, agora no PPS (atual CIDADANIA). Em 2010, não conseguiu a reeleição para a Câmara dos Deputados, ficando na quinta suplência da Coligação PPS/PSDB/DEM/PR/PP.
Em 2012 concorreu a prefeito de Montes Claros pelo PPS, substituindo Athos Avelino, que teve sua candidatura impugnada em última instância pelo TSE. Contando com apenas 20 dias para fazer a campanha, aproveitou o pouco tempo para denunciar a corrupção na prefeitura de Montes Claros. Contrariou todas as pesquisas de opinião e quase passou para segundo turno, conquistando expressivos 23,97% dos votos válidos.
Humberto Souto retornou à Câmara dos Deputados em 19 de dezembro de 2012, na vaga deixada por Carlaile Pedrosa, que renunciou ao mandato de deputado federal para assumir a Prefeitura de Betim/MG.
Em 2014 sofreu novo revés ao perder a reeleição para deputado federal. Dessa vez, contudo, obteve a primeira suplência da Coligação PPS/PDT/PV, com 70 924 votos.
Em 2016, Souto foi eleito prefeito de Montes Claros no segundo turno, pelo PPS, com 123 156 votos (65,31% dos válidos), derrotando Ruy Muniz, do PSB, que buscava a reeleição. Tomou posse como prefeito em 1º de janeiro de 2017.
Foi reeleito nas eleições de 15 de novembro de 2020 com 177 592 votos, correspondentes a 85,24% dos votos válidos, a maior da história de Montes Claros e uma das mais expressivas de todo país.

### Morte
No dia 22 de dezembro de 2024, 10 dias para o encerramento de seu segundo mandato, foi internado na Santa Casa de Montes Claros após sofrer um Acidente Vascular Cerebral (AVC). Foi transferido para Brasília no dia 10 de janeiro de 2025.
Morreu no dia 4 de fevereiro de 2025 aos 90 anos, em Brasília, tendo sido velado na sede do Tribunal de Contas da União e sepultado no cemitério Campo da Esperança, na capital da República.